# Anton Unseld

Unseld und Wacker München Torwart Alfred Bernstein (1921)

Anton „Toni“ Unseld (* 4. Juli 1894 in Ulm; † 6. Dezember 1932) war ein deutscher Fußballspieler und -trainer.
Anton Unseld kam in seiner aktiven Zeit als Fußballspieler als Abwehrspieler zum Einsatz. Er gilt als Entdecker und Förderer von Edmund Conen. Unseld starb 1932 an den Folgen eines Lungensteckschusses.

## Karriere als Spieler
- 1911–1915: Ulmer FV 1894
- 1915–1925: Stuttgarter Kickers

## Karriere als Trainer
- 1926–1927: Stuttgarter Kickers
- 1928–1932: FV Saarbrücken